# Mong La

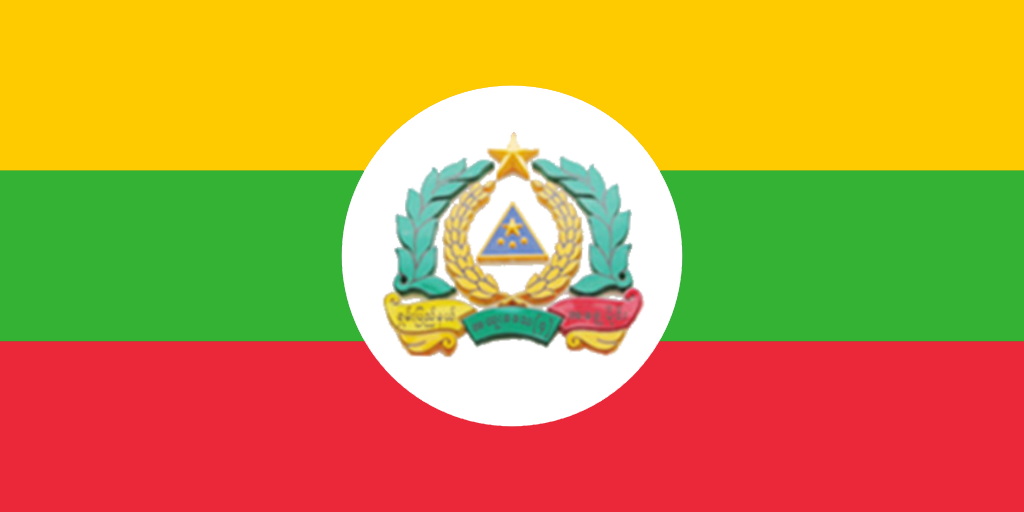
Flagge des PSC und der NDAA-ESS

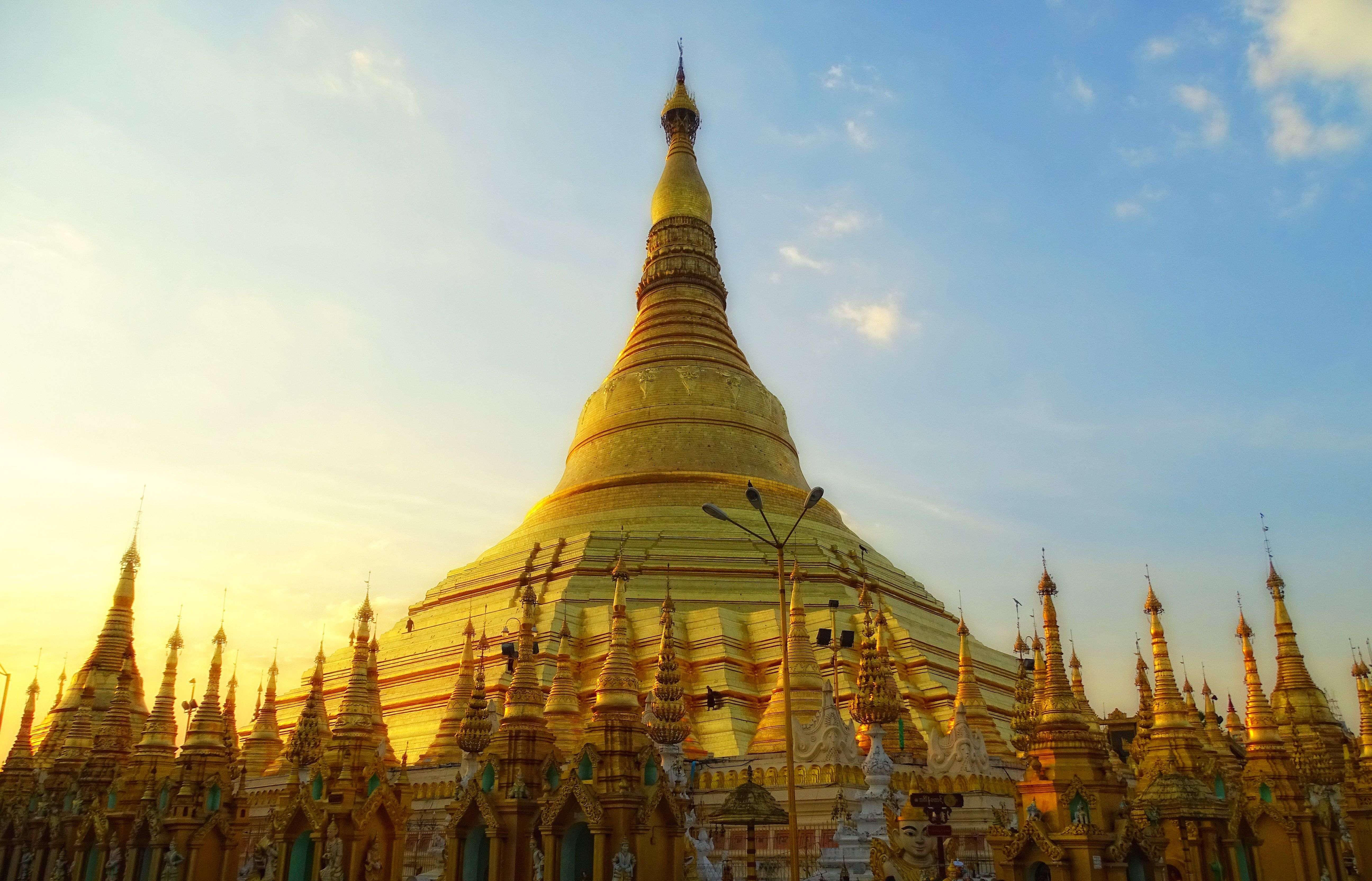
Eine Kopie der Shwedagon Pagode steht in Mong La direkt an der Grenze zu China.

Mong La (birmanisch မိုင်းလား, BGN/PCGN: maingla; chinesisch 勐拉, Pinyin: Měng lā) ist eine Stadt im Shan-Staat in Myanmar. Sie liegt ungefähr 80 km nordöstlich von Keng Tung sowie unmittelbar an der Grenze zu Daluo, Menghai, Yunnan, China. Mong La wird vom Peace and Solidarity Committee (kurz PSC) verwaltet. 2015 hatte Mong La 43.068 Einwohner, wobei 20.745 im Stadtzentrum lebten und der Rest im Township Mong La.

## Allgemeines
Mong La ist die Hauptstadt der Spezialregion Nr. 4, eines autonomen Gebietes innerhalb des Shan-Staates.
Die Infrastruktur der Kleinstadt ist auf Elektrizität und Telekommunikation aus der Volksrepublik China angewiesen. Die wichtigste hier verwendete Währung ist der chinesische Renminbi.
An Mong La führt die alternative Strecke AH3 des Asiatischen Fernstraßen-Projektes vorbei. Der Grenzübergang zum chinesischen Ort Daluo liegt am Fluss Nanlan.
1995 begann die Militärregierung von Myanmar mit dem Bau einer Kopie der Shwedagon Pagode. Diese wurde 1997 fertiggestellt und ist das Wahrzeichen der Stadt.

## Besonderheiten
Die National Democratic Alliance Army-Eastern Shan State (kurz NDAA-ESS), eine bewaffnete Gruppe, die sich für die Autonomie des Shan-Staates einsetzt, hat ihr Hauptquartier hier. Sie ist der bewaffnete Arm des PSC und verfügt über mehrere Tausend Mann von China ausgerüstete Spezialkräfte. Die Regierung Myanmars hat hier keinen Einfluss. Die Gesetze des Landes haben hier keine Gültigkeit bzw. können nicht durchgesetzt werden. Mong La entwickelte sich aus einem kleinen abgelegenen Dorf in den 1990er Jahren zu einer Myanmar-Version von Las Vegas. Dies geschah nachdem das PSC einem Waffenstillstand mit der Zentralregierung zugestimmt hat. Vor dem Waffenstillstand wurde das Gebiet Mong La von der Kommunistischen Partei Burmas kontrolliert und gehalten, welche aber das Gebiet wenig entwickelte. Das PSC entstand aus lokalen Mitgliedern der kommunistischen Partei, nachdem sie gegen die burmesische Führung der Partei rebelliert hatten, und diese ins Exil nach China gezwungen hatten. Die lokale Bevölkerung sah sich nur als Kanonenfutter im Kampf gegen die Zentralregierung und verhandelte mit dieser in den Waffenstillstandsverhandlungen eine Autonomie für Mong La. Stand 2024 hält der Waffenstillstand von 1989 zwischen der PSC und der Zentralregierung, obwohl nie ein Friedensvertrag unterschrieben worden ist, und das PSC den Nationalen Waffenstillstandsvertrag nicht unterschrieben hat. Das PSC und die Zentralregierung verwalten den Grenzübergang nach China gemeinsam und 50 % der Einnahmen gehen an das PSC.
Ihre Transvestiten-Kabarett-Show zieht viele Touristen aus China an. Glücksspiel, Online-Glücksspiel, Prostitution und Geldwäsche sind weitere Anlässe für chinesische Besuche.
Ihre Kasinos wurden im Januar 2005 für etwa ein Jahr geschlossen, weil es Beschwerden aus Peking gab. Mong La erfreut sich zwischen 700 und 1000 Besucher pro Tag und blickt seit den späten 2000er-Jahren auf eine Geschichte einer anfänglich raschen Expansion mit anschließend rückläufig verlaufender Wirtschaft zurück.
Leider blüht in Mong La auch der legale und illegale Handel mit exotischen Tieren und Tierkörperteilen. Hier ist erhältlich, was die traditionelle chinesische Medizin benötigt.  Mong La ist außerdem die Heimat des Drug Eradication Museums – auch bekannt als: „Opium Free Zone Museum“ – dessen Eintritt kostenlos ist.